# No Better
«No Better» (с англ. — «Не лучше») — песня новозеландской певицы Лорд с расширенной версии дебютного студийного альбома Pure Heroine. Трек был издан 13 декабря 2013 года на лейбле Universal Music Group в качестве промосингла в поддержку альбома. Композиция была написана Лорд в сотрудничестве в с продюсером Джоэлом Литтлом. «No Better» является электропоп и трип-хоп балладой с элементами хип-хопа, в которой Лорд обсуждает „страстную влюблённость“. Музыкальные критики высказали мнение, что по музыкальному стилю, трек похож на песни из основного списка композиций альбома Pure Heroine.

## История создания
Песня «No Better» была написана Эллой Йелич-О’Коннор (Лорд) и продюсером Джоэлом Литтлом. 13 декабря 2013 года, песня была выпущена в качестве промосингла в поддержку альбома Pure Heroine в iTunes. 15 декабря 2013 года, сингл стал доступен для бесплатной загрузки до 19 декабря в рамках рождественской промокампании «12 дней подарков» от компании Apple в iTunes.

## Композиция
«No Better» — это электропоп и трип-хоп баллада с элементами хип-хопа. Песня имеет похожее звучание с треками основного списка композиций альбома Pure Heroine, в которых представлен «воздушный» вокал Лорд и минимальный продакшн. По словам Уитни Фанеу с сайта HitFix, песня сочетает „одурманенные“ басовые партии, и „пульсирующие“ синтезаторы в своём инструментарии, что делает мелодию „мечтательной“. Лирически, в песне рассказывается о том, что Лорд „празднует страстную влюблённость, которая сгущается всё больше и больше по изменению сезонов“. В первом куплете Лорд поёт: „Каждое лето мы в дороге и наша сила в нашем количестве / У тебя горячее и несвежее дыхание, но я целую тебя, как бойфренда“. Во время припева, бас-бит становится более интенсивным, когда Лорд поёт: „Иди до конца, / Веселись, бери от жизни всё“.

## Реакция критиков
Марк Хоган из журнала Spin писал, что песня „достаточно ярко мелькает между деталями от первого лица“, в то время, как Уитни Фанеу с сайта HitFix назвала «No Better» „сексуальным“ треком. Эрик Дэнтон из издания Rolling Stone высказал мнение, что лирика песни „женственная и познавательная“. Рецензент Андерсон из журнала Slate поделился тем, что, как ему кажется, «No Better» напоминает некоторые лучшие треки с Pure Heroine, но всё же песня, по его мнению, она более „лёгкая и упрощённая, чем большинство треков с её дебютного альбома“, несмотря на её мрачную тему. Промосингл вошёл в песенный чарт Новой Зеландии 23 декабря 2013 года, расположившись на седьмой позиции, но на следующей неделе, песня упала на девятнадцатую позицию, прежде чем покинуть чарт.

## Список композиций
| №  | Название                     | Автор(ы)                         | Продюсер(ы) | Длительность |
| -- | ---------------------------- | -------------------------------- | ----------- | ------------ |
| 1. | «No Better»                  | Элла Йелич-О’Коннор, Джоэл Литтл | Литтл       | 2:50         |
| 2. | «Royals» (Музыкальное видео) | Йелич-О’Коннор, Литтл            | Литтл       | 4:03         |

## История релиза
| Регион         | Формат               | Дата            | Лейбл     | П.     |
| -------------- | -------------------- | --------------- | --------- | ------ |
| Австралия      | Цифровая дистрибуция | 13 декабря 2013 | Universal | [ 2 ]  |
| Бельгия        | Цифровая дистрибуция | 13 декабря 2013 | Universal | [ 14 ] |
| Финляндия      | Цифровая дистрибуция | 13 декабря 2013 | Universal | [ 15 ] |
| Германия       | Цифровая дистрибуция | 13 декабря 2013 | Universal | [ 16 ] |
| Индия          | Цифровая дистрибуция | 13 декабря 2013 | Universal | [ 17 ] |
| Ирландия       | Цифровая дистрибуция | 13 декабря 2013 | Universal | [ 18 ] |
| Новая Зеландия | Цифровая дистрибуция | 13 декабря 2013 | Universal | [ 19 ] |
| Португалия     | Цифровая дистрибуция | 13 декабря 2013 | Universal | [ 20 ] |
| Испания        | Цифровая дистрибуция | 13 декабря 2013 | Universal | [ 21 ] |
| Швейцария      | Цифровая дистрибуция | 13 декабря 2013 | Universal | [ 22 ] |
| Великобритания | Цифровая дистрибуция | 13 декабря 2013 | Universal | [ 23 ] |
| США            | Цифровая дистрибуция | 13 декабря 2013 | Universal | [ 24 ] |